# Witold Retinger
Witold Retinger, (ur. 4 kwietnia 1918 w Wiener Neustadt, 22 czerwca 1982 w Nowym Jorku) – major pilot Wojska Polskiego, major (ang. Squadron Leader) Królewskich Sił Powietrznych, kawaler Krzyża Srebrnego Orderu Wojennego Virtuti Militari.

## Życiorys
Absolwent Szkoły Podchorążych Lotnictwa w Dęblinie (XIII promocja). 13 września 1939 został mianowany na stopień podporucznika ze starszeństwem z dniem 1 września 1939 w korpusie oficerów lotnictwa, grupa liniowa. W 1939 przedostał się do Francji i w 1940 latał w kluczach kominowych („Patrouilles de protection”). Po upadku Francji w czerwcu 1940 przeleciał do Tangmere w Anglii (z kluczem Henneberga, z Brunonem Kudrewiczem).
W Anglii otrzymał numer służbowy P-0248 i po przeszkoleniu na sprzęcie brytyjskim został przydzielony do dywizjonu 308 (w sierpniu 1940). Na początku 1943 roku objął on dowództwo eskadry w dywizjonie 303. Po kilku miesiącach został dowódcą eskadry w dywizjonie 309. Kapitan pilot Witold Retinger 21 marca 1944 roku został dowódcą dywizjonu 308. Był nim do czasu przejścia na spoczynek (16 listopada 1944 roku)
Po zakończeniu działań wojennych próbował osiedlić się w Ameryce Południowej. Latał jako pilot cywilny (od 16 lutego 1960 w Swissair Transport Co.). Zmarł w Nowym Jorku. Józef Retinger był jego stryjem.

## Zwycięstwa powietrzne
Na liście Bajana figuruje na 54. pozycji z 4 zniszczonymi samolotami.
Chronologiczny wykaz zwycięskich walk powietrznych
zestrzelenia pewne
- Me-109F – 7 czerwca 1941[6]
- Me-109 – 1941
- Me-109 – 1941
- Me-109 – 1941

uszkodzenia
- Me-109 – 1941
- Me-109 – 1941

## Ordery i odznaczenia
- Krzyż Srebrny Orderu Virtuti Militari[1] nr 9478[8]
- Krzyż Walecznych – trzykrotnie
- Medal Lotniczy – trzykrotnie
- Polowa Odznaka Pilota
- Distinguished Flying Cross